# Trogloraptor marchingtoni
Trogloraptor marchingtoni (von altgriechisch τρώγλη trōglē ‚Höhle‘ sowie von lateinisch raptor ‚Räuber‘) ist eine Webspinnenart aus der Unterordnung der Echten Webspinnen (Araneomorphae). Sie ist der bislang einzige Vertreter der Gattung Trogloraptor und der Familie Trogloraptoridae. Die gelbbraune Spinne bewohnt ein Areal im Westen Nordamerikas, das den äußersten Südwesten Oregons und möglicherweise auch den äußersten Nordwesten Kaliforniens umfasst. Sie ist im Unterholz von Küstenmammutbaum-Primärwald und in der Dunkelzone verschiedener Höhlensysteme zu finden, wo sie rudimentäre Netze baut. Über ihre Ernährung und Fortpflanzung ist nichts bekannt. Ihre unter allen Webspinnen einzigartigen klauenartigen Beinfortsätze deuten auf eine räuberische Lebensweise hin.
Art, Gattung und Familie wurden 2012 von Charles E. Griswold, Tracy Audisio und Joel Ledford, Arachnologen an der California Academy of Sciences, erstbeschrieben. Die Art bildet vermutlich das Schwestertaxon zu den übrigen Taxa in der Überfamilie Dysderoidea.

## Beschreibung

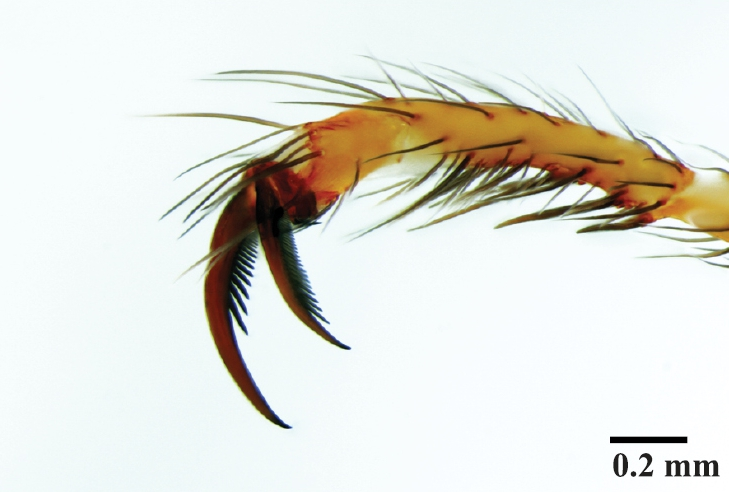
Die klauenförmigen Subsegmente an den Beinen von Trogloraptor marchingtoni sind für die Familie typisch.

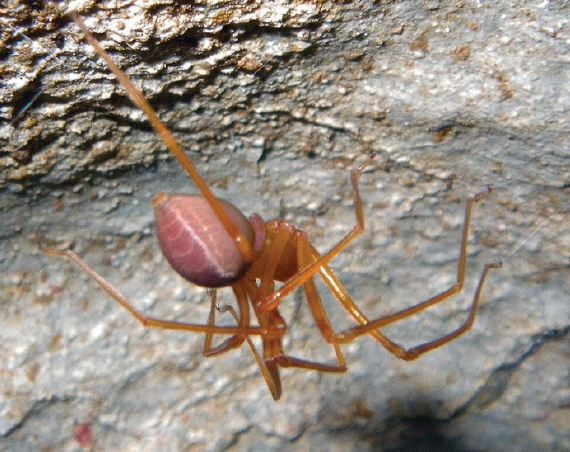
Weibliche Trogloraptor marchingtoni mit charakteristisch purpurnem Hinterleib

Männliche Exemplare von Trogloraptor marchingtoni erreichen eine Prosoma-Opisthosoma-Länge von rund 9,7 mm, Weibchen sind mit rund 9,4 mm geringfügig kleiner. Der gelbbraune Carapax ist birnenförmig und nach vorne hin verschmälert. Das ovale, spärlich beborstete Abdomen ist beim Männchen grau, beim Weibchen purpurn. Der birnenförmige Bulbus des Männchens ist stark geschwollen und besitzt an seiner Spitze einen gekräuselten Fortsatz. Trogloraptor marchingtoni weist sechs Augen auf: Die vorderen Mittelaugen fehlen der Art, die hinteren Mittelaugen sind getrennt. Trogloraptor marchingtoni hat braune Kieferklauen. An den Enden der ersten Chelicerenglieder sitzen je vier kleine und ein großer Zahn. Die Giftdrüse mündet in einer Pore an der Spitze des zweiten Gliedes. Die hellbraunen Beine sind lang und schlank. Die Beinformel für Trogloraptor marchingtoni lautet 1243 das heißt, das erste Beinpaar ist das längste, das dritte das kürzeste. Am Ende des vierten Beinglieds (Tarsus I) besitzen die Tiere hakenförmige, bewegliche Krallenfortsätze.

## Verbreitung und Lebensraum
Die Spinne wurde in verschiedenen Höhlen der Klamath-Siskiyou-Region in Oregon an der Grenze zu Kalifornien entdeckt. Eine weitere Verbreitung ist bislang nicht bekannt. Ein juveniles Individuum wurde im Küstenmammutbaum-Primärwald des nordwestlichen Kaliforniens unter Totholz gefunden. Da es eine andere Zeichnung als die in Höhlen gefundenen adulten Trogloraptor marchingtoni-Exemplare aufweist, ist unklar, ob es zu dieser oder zu einer eigenen Spezies gehört. Trotz intensiver Suche konnten keine Exemplare unter Totholz am Eingang von Höhlen gefunden werden, die von Trogloraptor marchingtoni bewohnt werden.

## Lebensweise
Aus Feldbeobachtungen ist bekannt, dass die Spinnen spärliche Netze aus wenigen Fäden bauen und sich unter ihren Netzen von den Höhlendecken herab hängen lassen. Laborstudien an gefangenen Exemplaren, die die Lebensbedingungen klären sollten, scheiterten, da die Tiere die angebotene Nahrung verweigerten und verhungerten. Details über Lebensweise und Jagdmethode sind daher bislang nicht bekannt.

## Taxonomie und Systematik
Trogloraptor marchingtoni wurde das erste Mal 2010 in der M2 Cave in Josephine County in Oregon gefunden, weitere Exemplare wurden im Lauf des gleichen und des folgenden Jahres gesammelt. 2012 beschrieben Charles E. Griswold, Tracy Audisio und Joel Ledford die Spinnen als neue Art, Gattung und Familie. Den Gattungsnamen Trogloraptor wählten die Autoren in Anlehnung an das Höhlenhabitat und die Fangklauen der Tiere. Das Artepitheton marchingtoni ist Neil Marchington, dem Deputy Sheriff des Deschutes County gewidmet. Marchington, der neben seinem Polizeiamt auch als Höhlenbiologe arbeitet, hatte den Forschern den Zugang zu den Höhlen der Region ermöglicht und sie bei ihren Feldstudien unterstützt.
Umfassende molekularbiologische oder morphologische Studien zur systematischen Stellung von Trogloraptor innerhalb der Webspinnen liegen bislang nicht vor. Ihre einfach gebauten, haplogynen Genitalien (beim Weibchen mit einer einzelnen Öffnung für Befruchtung und Eiablage) und der birnenförmige Bulbus des Männchens weisen sie nach Griswold und Kollegen als einen Angehörigen der Teilordnung Haplogynae aus. Eine Analyse auf Basis von 16 Merkmalen ergab, dass Trogloraptor wahrscheinlich die Schwesterklade der in der Überfamilie Dysderoidea vereinigten Familien bildet. Damit reiht sich die Art in eine Reihe von Reliktarten aus dem Pazifischen Nordwesten ein, die dort überdauerten, während sie im Rest des Kontinents zusammen mit den Redwoodwäldern verschwanden. Sollte das im kalifornischen Redwood-Unterholz gefangene Jungtier Trogloraptor marchingtoni zugeschlagen werden, wären Familie und Gattung monotypisch, anderenfalls würde es einer bislang unbeschriebenen Schwesterart angehören.